# The Mist
The Mist (även känd som Stephen King's The Mist) är en amerikansk skräckfilm från 2007 regisserad av Frank Darabont baserad på Stephen Kings roman Dimman. Darabont hade tidigare filmatiserat romaner av King – 1994 gjorde han Nyckeln till frihet och 1999 Den gröna milen. 
Filmen utspelar sig i en liten stad som drabbas av en mystisk dimma. Invånarna tvingas låsa in sig i en stor mataffär av rädsla för vad som gömmer sig i dimman.